# Programa sobre el Hombre y la Biosfera

Logo MAB

El Programa sobre el Hombre y la Biosfera (en inglés: Man and the Biosphere Programme, MaB) es un programa científico intergubernamental que busca establecer una base científica para mejorar la relación global de las personas con su entorno. Fue puesto en marcha por la UNESCO en 1972 y propone una agenda de investigación interdisciplinaria y de fomento de la capacidad centrada en las dimensiones ecológicas, sociales y económicas de la reducción y pérdida de la biodiversidad.
El MAB conjuga las ciencias exactas, naturales y sociales, la economía y la educación, para mejorar los medios de subsistencia de los seres humanos, una distribución equitativa de los beneficios y preservar ecosistemas ya sean naturales o gestionados, promoviendo de esta manera planteamientos innovadores de desarrollo económico, adecuados desde el punto de vista social y cultural, y sostenibles desde la óptica ambiental.
La labor del MAB forma parte de la agenda internacional de desarrollo –principalmente de los Objetivos de Desarrollo Sostenible y de la Agenda de Desarrollo post 2015– y los desafíos científicos, medioambientales, sociales y
de desarrollo en diversos ecosistemas, desde las regiones montañosas, hasta las zonas marinas, costeras e insulares; desde los bosques tropicales hasta las regiones áridas y las zonas urbanas.
El programa MAB constituye una plataforma única de colaboración en materia de investigación y desarrollo, refuerzo de capacidades y establecimiento de redes para compartir información, conocimientos y experiencias sobre tres cuestiones interrelacionadas: la pérdida de biodiversidad, el cambio climático y el desarrollo sostenible. Además de contribuir a entender mejor el medio ambiente, también fomenta una mayor participación de la ciencia y los científicos en la formulación de políticas relativas a la utilización racional de la diversidad biológica.

## Funcionamiento del Programa MAB
La estructura intergubernamental de la UNESCO proporciona al MAB un marco para ayudar a los gobiernos de los países en la planificación y ejecución de programas de investigación y formación prestándoles asistencia técnica y asesoramiento científico.
Los países participantes crean comités nacionales del MAB que garantizan la mayor participación posible de los países en el programa internacional definiendo y ejecutando sus actividades. Actualmente, el MAB cuenta para
actuar con158 comités nacionales establecidos en los 195 Estados miembros y nueve Miembros Asociados de la UNESCO.
El Consejo Internacional de Coordinación, principal órgano rector del MAB, establece la agenda del Programa. El Consejo del MAB está compuesto por 34 Estados miembros elegidos por la Conferencia General de la UNESCO.
El Consejo elige un presidente y cinco vicepresidentes de cada una de las regiones geopolíticas de la UNESCO, uno de los cuales desempeña funciones de relator. Ellos constituyen la Mesa del MAB. 
La Secretaría del MAB, que se encuentra en la División de Ciencias Ecológicas y de la Tierra de la UNESCO, colabora estrechamente con las distintas oficinas fuera de la Sede situadas en todo el mundo para coordinar la labor del Programa a escala nacional y regional. Su personal aprovecha las competencias en numerosas y variadas disciplinas.
El MAB se financia con cargo al Presupuesto Ordinario de la UNESCO, y moviliza fondos fiduciarios de los Estados miembros, fuentes bilaterales y multilaterales, y fondos extrapresupuestarios suministrados por países,
el sector privado e instituciones asociadas. Las actividades relacionadas al MAB se financian en el plano nacional. El Programa puede proporcionar capital inicial para ayudar a los países a elaborar proyectos y/o a obtener
contribuciones adecuadas en el marco de relaciones de colaboración

## Reservas de Biosfera
Una reserva de la biosfera es una zona compuesta por ecosistemas terrestres, marinos y costeros. En cada una de ellas se fomentan soluciones para conciliar la conservación de la biodiversidad con su uso sostenible.
Las reservas de la biosfera, cuyas candidaturas presentan los gobiernos, se encuentran bajo la jurisdicción soberana de los países en que se encuentran. 
Gozan de reconocimiento internacional y constituyen “sitios de apoyo a la ciencia al servicio de la sostenibilidad”, es decir, zonas especialmente designadas con objeto de probar enfoques interdisciplinarios para
comprender y gestionar los cambios e interacciones de los sistemas sociales y ecológicos, incluidas la prevención de conflictos y la gestión de la biodiversidad. 
Actualmente (octubre de 2020), existen 701 reservas de la biosfera en 127 países diferentes, de las cuales 15 son transfronterizas.

## Red Mundial de Reservas de Biosfera
La Red Mundial de Reservas de Biosfera (RMRB) del Programa MAB es una red dinámica e interactiva, que actúa para promover la integración armoniosa de los seres humanos en la naturaleza con miras al
desarrollo sostenible por medio del diálogo participativo, el intercambio de conocimientos, la reducción de la pobreza, la mejora del bienestar humano, el respeto de los valores culturales y el desarrollo de las capacidades de
las sociedades para hacer frente al cambio mundial. Asimismo, fomenta la cooperación Norte-Sur y Sur-Sur y constituye un instrumento único para la colaboración internacional por medio del intercambio de experiencias y
conocimientos especializados, el desarrollo de capacidades y la promoción de prácticas ejemplares.
La RMRB es una red que agrupa medios naturales y está dedicada a la investigación interdisciplinaria, el refuerzo de capacidades, la gestión y la experimentación, en la que se conjugan de manera innovadora alternativas
económicas, medioambientales y energéticas para el desarrollo sostenible.

## Redes regionales, subregionales y temáticas
La Red Mundial de Reservas de Biosfera cuenta con el apoyo de varias redes regionales, subregionales o temáticas:
▶ La Red de Reservas de la Biosfera Mediterráneas (RRBBMed) fue creada y puesta en marcha el 19 de junio de 2015. Esta iniciativa es la razón clave de la voluntad del Centro, permitiéndole actuar de plataforma para el intercambio y la transferencia de conocimiento entre ambas orillas del Mediterráneo.
▶ La Red Africana de Reservas de Biosfera (AfriMAB), creada en 1996 y compuesta por 33 países de África.
▶ La Red ArabMAB, establecida oficialmente en 1997 y compuesta por 18 Estados Árabes.
▶ La Red de Reservas de Biosfera de Asia Oriental, creada en 1994 y compuesta actualmente por China, la Federación de Rusia, Japón, Kazajistán, Mongolia, la República de Corea y la República Popular
Democrática de Corea.
▶ EuroMAB, la red de reservas de biosfera de Europa y América del Norte, creada en 1987 y compuesta por 53 países, constituye la mayor red regional del MAB.
▶ La Red Iberoamericana de Reservas de Biosfera (IberoMAB), creada en 1992 y compuesta por 22 países de América Latina y el Caribe, España y Portugal.
▶ La Red del MAB para el Pacífico (PacMAB), establecida en 2006 y compuesta por los Estados Federados de Micronesia, Kiribati, Palau, Papúa Nueva Guinea, Samoa y Tonga.
▶ La Red del MAB para Asia Central y Meridional (SACAM), creada en 2002 y compuesta por Afganistán, Bangladés, Bután, India, Irán, Kazajistán, Maldivas, Nepal, Pakistán y Sri Lanka.
▶ La Red de Reservas de Biosfera de Asia Sudoriental (SeaBRnet), creada en 1998 y compuesta actualmente por Camboya, China, Indonesia, Japón, República Democrática Popular Lao, Malasia, Myanmar,
Filipinas, Tailandia y Viet Nam. 
▶ La Red del Atlántico Este de Reservas de Biosfera (REDBIOS), creada en 1994 y compuesta actualmente por las Islas Canarias (España), Cabo Verde, Guinea Bissau, Madera y Azores (Portugal), Mauritania, Marruecos, Santo Tomé y Príncipe, y Senegal.
▶ La Red Mundial de Reservas de Biosfera Insulares y Costeras, establecida en 2012 y compuesta por 22 países, tiene por objetivo estudiar, implementar y divulgar estrategias para las regiones insulares, marinas y costeras, con los fines de preservar la biodiversidad y el patrimonio, fomentar el desarrollo sostenible y facilitar la adaptación y mitigación de los efectos del cambio climático.

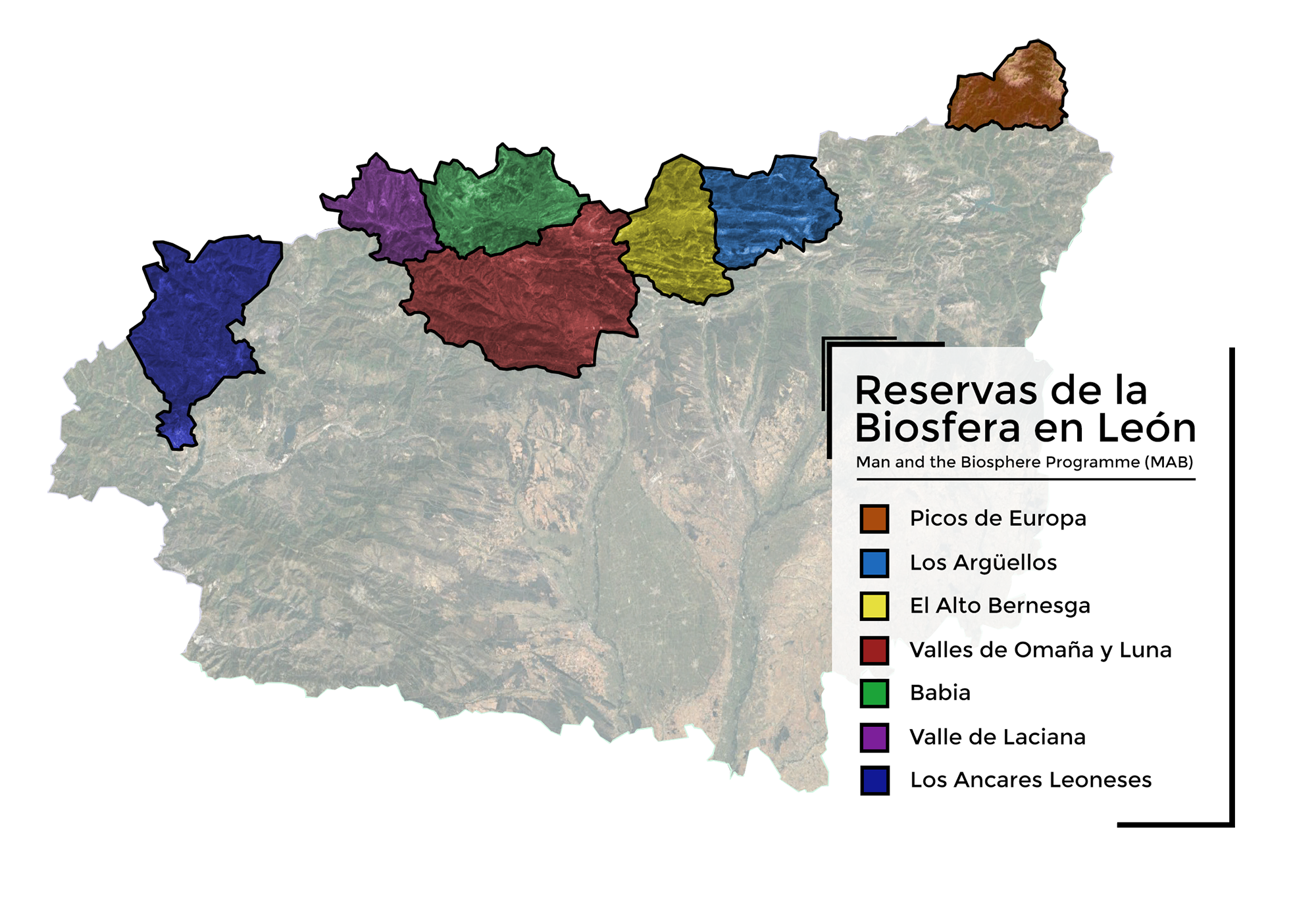
León atesora la mayor concentración de Reservas de la Biosfera en el mundo con cerca del 17% del territorio declarado.